# بول أريزين
بول أريزين (بالإنجليزية: Paul Arizin) مواليد 9 أبريل 1928 في فيلادلفيا - الوفاة 12 ديسمبر 2006، كان لاعب كرة سلة أمريكي بدأ مسيرته الاحترافية في سنة 1950. بلغ طوله 6 قدم 4 بوصة (1.9 م). اعتزل اللعب في 1965.

## فرق لعب لها
- غولدن ستايت ووريورز

## روابط خارجية
- بول أريزين على موقع إن بي أي (الإنجليزية)
- بول أريزين على موقع سبورتس رفرنس (الإنجليزية)
- بول أريزين على موقع إي إس بي إن.كوم (الإنجليزية)
- بول أريزين على موقع كلية كرة السلة في سبورتس رفرنس.كوم (الإنجليزية)
- بول أريزين على موقع ريلجم (الإنجليزية)
- بول أريزين على موقع بروبوليرز (الإنجليزية)
- بول أريزين على موقع قاعة المشاهير الجامعة الوطنية لكرة السلة (الإنجليزية)